# Низший тип
Низший тип (нулевой тип, пустой тип) — объект, использующийся в некоторых теориях типов и языках программирования, соответствующий типу без значений. Стандартное математическое обозначение — верхний галс ({\displaystyle \bot }). В рамках соответствия Карри — Ховарда низший тип соответствует логической ложной формуле.
В системах, предусматривающих подтипы, низший тип является подтипом всех типов; при этом обратное может быть неверно — в некоторых вариантах подтип всех типов не обязательно будет низшим. В некоторых системах типов вводится двойственное понятие — высший тип, охватывающий все возможные значения в системе.
В программировании низший тип в качестве возвращаемого значения функции часто используется чтобы показать расходимость функции: когда функция не возвращает никаких результатов вызывающей стороне. Поддерживаются в Haskell (начиная с версии 2010), Common Lisp (символ NIL), Scala (Nothing; также используется для ковариантности параметризованных типов), Rust (экспериментальный тип данных, обозначаемый как !; присутствует в сигнатуре функций, которые гарантированно не возвращают значений, например, при вызове panic!() или бесконечном цикле, и как возвращаемый тип для операторов потока управления, таких как break и return), Ceylon (Nothing), Julia (Union{}), TypeScript (never), JavaScript с аннотациями Closure Compiler (!Null), PHP (never), Python (typing.NoReturn или typing.Never), Kotlin (Nothing), Elm (Never), D (noreturn).